# Jørn Dohrmann
Jørn Dohrmann, né le 9 janvier 1969 à Kolding  (Danemark), est un homme politique danois, membre du Parti populaire danois, puis des Modérés.

## Biographie
Engagé au sein du Parti populaire danois, il est élu député au Folketing pour la première fois lors des élections législatives de novembre 2001. Il est réélu à trois reprises, en 2005, 2007 et 2011,,. Durant l'ensemble de sa carrière parlementaire, il est le porte-parole de son groupe parlementaire sur les questions environnementales. Il préside également la commission parlementaire sur l'agriculture, l'alimentation et la pêche de 2007 à 2009.
En parallèle de ses fonctions parlementaires, il exerce également un mandat local. Lors des élections municipales de 2001, il est tête de liste dans la commune de Vamdrup, dont il devient conseiller municipal. Lors des élections municipales de 2005, il est candidat dans la nouvelle commune de Kolding et est élu à son conseil municipal, où il est réélu en 2009 et en 2013.
En janvier 2014, il annonce qu'il sera candidat aux élections européennes du 25 mai. Il fait partie des quatre candidats de la liste de son parti conduite par Morten Messerschmidt à être élus lors du scrutin. Après le scrutin, il siège au sein du groupe des Conservateurs et réformistes européens et de la commission de l'environnement, de la santé publique et de la sécurité alimentaire.
À mi-mandat, en janvier 2017, il change de commission pour rejoindre celle de l'agriculture du développement rural.
En avril 2019, il annonce ne pas être candidat à sa réélection lors du scrutin du 26 mai, critiquant la direction du parti d'avoir opté pour une liste dite "de parti", favorisant ainsi donc les chances de la tête de liste d'être élue au détriment de ses colistiers.
En mai 2024, il annonce avoir rejoint les Modérés, le parti centriste fondé par l'ancien Premier ministre Lars Løkke Rasmussen, et avoir l'intention de se présenter sous les couleurs du mouvement aux élections municipales de novembre 2025 à Kolding.